# Рокачинквемиљија (Л'Аквила)
Рокачинквемиљија (итал. Roccacinquemiglia) је насеље у Италији у округу Л'Аквила, региону Абруцо.
Према процени из 2011. у насељу је живело 221 становника. Насеље се налази на надморској висини од 1041 м.